# 8409 Valentaugustus
8409 Valentaugustus eller 1995 WB43 är en asteroid i huvudbältet som upptäcktes 28 november 1995 av den amerikanske astronomen Robert Weber i Socorro County, New Mexico. Den är uppkallad efter Valentin Augustus Weber, släkting till upptäckaren.
Asteroiden har en diameter på ungefär 15 kilometer.